# Études vétérinaires en Italie
Les études peuvent être suivies dans l’une des 13 universités proposant la formation : Bari, Bologne, Camerino, Messina, Milan, Naples, Padoue, Parme, Perugia, Pise, Sassari, Teramo et Turin.
La durée du cursus est de 5 ans et s’achève par la soutenance d’une thèse.

## Accès
L’accès au cursus est limité par un concours commun à toutes les universités. L’épreuve du concours à lieu en septembre et dure 1h40. Elle est composée de 60 questions à choix multiple portant sur la biologie, la chimie, la physique, les mathématiques, de la logique et de la culture générale.
L’affectation dans une université se fait en fonction de la préférence de l’étudiant et de sa position dans le classement. Les universités les plus demandées sont Milan, Padoue et Bologne.
En 2023 le concours a subi une réforme et devient aussi accessible aux lycéens de dernière et avant dernière année. Le nouveau concours est divisé en deux épreuves, l’une en Avril et l’autre en Juin. Chaque épreuve dure 90 minutes et est composée de 50 questions.
Les universités vétérinaires accueillent aussi chaque année une cinquantaine d’étudiants non-européens via une voie d’accès alternative.